# Квинт Апулей Панза
Квинт Апулей Панза (на латински: Quintus Appuleius Pansa) e политик на Римската република през началото на 3 век пр.н.е.
През 300 пр.н.е. той е консул с Марк Валерий Корв. Той започва кампания против Неквинум в Умбрия, която е безуспешна.
Познат от рода му е Луций Апулей Сатурнин (народен трибун 103 пр.н.е.).